# Salztektonik
Salztektonik oder Halokinese beschreibt die mechanische Mobilisierung von Salzgestein, die daraus resultierenden strukturellen Veränderungen (Deformation) im Deckgebirge dieser Salzgesteine und damit die Entstehung von sogenannten Salzstrukturen. Die Grundlagen zur theoretischen Beschreibung der Halokinese legten schon Svante Arrhenius und Richard Lachmann um 1911 sowie Donald Clinton Barton um 1930. Forschungsbeiträge lieferte auch Jacobus Henricus van ’t Hoff.
Die Begriffe „Halokinese“ bzw. „Salztektonik“ wurden aber erst gegen Ende der 1950er Jahre von den deutschen Geologen Ferdinand Trusheim
und Rudolf Meinhold geprägt. Ursprünglich bezeichnet Halokinese die eigenständige Bewegung von Salzgestein, während Salztektonik (bzw. Halotektonik) die Bewegung von Salzgestein beschreibt, die durch externe tektonische Spannungen ausgelöst wurde.

## Geologische und physikalische Grundlagen
Salzgestein besteht aus Evaporitmineralen vor allem aus dem Mineral Halit (NaCl, „Steinsalz“). Der weit überwiegende Teil der Salzgesteine auf der Erde entstand, indem Evaporite aus stark eingedampftem Meerwasser ausgefällt, am Meeresboden abgelagert und nachfolgend mit weiteren Sedimentschichten überdeckt wurde (ein konkretes Szenario dazu ist im Artikel Salzstock beschrieben).
Salzgestein hat die besondere rheologische Eigenschaft, sich schon bei relativ geringen Drücken und Temperaturen, wie sie schon in mehreren 100 m Tiefe herrschen, duktil zu verformen, und kann daher über geologische Zeiträume als fließfähig angesehen werden. Dies unterscheidet Salzgestein von den meisten anderen Sedimentgesteinen, z. B. Sandstein, Tonstein oder Kalkstein, die bei niedrigem Druck und Temperatur spröde brechen. Man spricht hierbei auch von einem Kompetenzkontrast zwischen den Salzgesteinen (visko-elastisch verformbar, d. h. inkompetent) und den anderen Sedimentgesteinen (spröd-plastisch brechend, d. h. kompetent). Die Deformationsprozesse in den Mineralen der Salzgesteine erfolgen vor allem durch Versetzungskriechen (engl. dislocation creep) und Lösungs-Fällungskriechen (engl. solution-precipitation creep). Letzteres überwiegt, wenn sich Fluideinschlüsse zu einem bestimmten Prozentsatz im Kristallgitter an den Korngrenzen der Salzminerale (>0,05 Gew.-%) befinden und wenn die Deformationsrate relativ gering ist.
Eine zweite wichtige Eigenschaft des Salzgesteins ist dessen Inkompressibilität. Im Gegensatz zu anderen Sedimenten kompaktieren Evaporite nicht mit zunehmender Bedeckung, sodass ihre durchschnittliche Dichte (rund 2,2 g/cm³ für Halit) mit der Tiefe nahezu unverändert bleibt. Ab einer bestimmten Mächtigkeit des Deckgebirges (etwa 650 bis 2000 m) entsteht dadurch eine Dichteinversion, d. h., die Sedimente des Deckgebirges sind nunmehr dichter als die des Salzes („Rayleigh-Taylor Instabilität“). Der daraus resultierende Auftrieb trägt wesentlich zu Entstehung von Salzstrukturen bei.

## Auslöser, Prozesse und sekundäre Effekte
Da Salzgestein in geologischen Zeiträumen als fließfähig angesehen werden kann, werden Konzepte der Fluidmechanik auf die Deformationsprozesse in der Salztektonik angewendet. Demnach kommt es innerhalb des fließfähigen Salzgesteins zur Bewegung entlang eines hydraulischen Druckgradienten. Ein solcher Druckgradient kann durch laterale Dichte- oder Mächtigkeitsvariationen im Deckgebirge, durch tektonische Verwerfungen im Deckgebirge oder durch Neigungen der Salzschicht verursacht werden.

### Aktiver Diapirismus
Das klassische, teils veraltete Modell über die Entstehung einer Salzstruktur geht von einer viskosen Rheologie des Salzgesteins und des Deckgebirges aus und beschreibt Salztektonik als ein rein gravitativ angetriebenes Phänomen. Sobald die Dichteinversion eintritt, beginnt der Aufstieg des Salzes mit der Bildung einer breiten Aufwölbung (Salzkissen). Ab einer bestimmten Höhe durchbricht das Salzgestein das Deckgebirge (engl. piercing) und bildet einen Diapir. Da dabei das Salzgestein das Deckgebirge aktiv durchstößt, spricht man bei diesem Prozess von aktivem Diapirismus (engl. active diapirism).
Seit den 80er Jahren ergaben gesteinsphysikalische Messungen, dass sich die meisten Sedimentgesteine (ausgenommen den meisten Evaporiten) spröd-plastisch deformieren und daher eine bestimmte Festigkeit besitzen. Die mechanischen Spannungen, die durch den Aufstieg des Salzgesteins aufgebracht werden, sind im Allgemeinen nicht hoch genug um diese Festigkeit zu überwinden. Auf Grund dessen wird "aktiver Diapirismus" in der modernen Literatur nur noch für möglich gehalten, wenn die Salzstruktur bereits eine gewisse
Höhe erreicht hat und zwar, wenn die Höhe der Salzstruktur ca. 2/3 der Mächtigkeit des überlagernden Deckgebirges erreicht hat.

### Reaktiver Diapirismus
Bei diesem Prozess geht man davon aus, dass externe Auslöser für die Bildung von Salzstrukturen benötigt werden. Als externe Auslöser zählen tektonische Prozesse, also Extension oder Kompression. Durch Extension wird das Deckgebirge gedehnt und ausgedünnt. Das Salzgestein kann dadurch in die sich bildenden Störungszonen intrudieren und schließlich wieder Diapire bilden. Dieser Prozess wird reaktiver Diapirismus (engl. reactive diapirism) genannt, da das Salzgestein lediglich auf externe Einflüsse reagiert.
Bei tektonischen Auslösern unterscheidet man zudem zwischen „thin-skinned“ und „thick-skinned“ Mechanismen. Bedingt durch die leichte Deformierbarkeit des Salzgesteins werden tektonische Verwerfungen an der Basis der Salzschicht nicht immer direkt bis in das Deckgebirge übertragen, sondern entkoppelt. Die Verwerfungen in der Basis werden lateral versetzt, ein Prozess der als „thin-skinned extension/compression“ bezeichnet wird. Nur wenn die Salzschicht verhältnismäßig dünn, der Versatz an der Verwerfung sehr groß oder die Deformationrate sehr hoch ist, kann eine Verwerfung direkt bis ins Deckgebirge übertragen werden („thick-skinned extension/compression“).
Durch Kompression werden die Sedimente der Deckgebirgsschicht zusammen gepresst, aufgefaltet und überschoben (z. B. im Juragebirge nordwestlich der Alpen oder im Zagrosgebirge, Iran). Das Salzgestein wird dadurch in den Faltenkern gepresst und kann sogar durch den Faltenscheitel gequetscht werden.

### Passiver Diapirismus
Ist das Salzgestein bis zur Oberfläche durchgedrungen setzt sich der Aufstieg fort, während sich in den benachbarten Randsenken weitere Sedimente ablagern. Dieser Prozess wird als passiver Diapirismus bezeichnet (engl. passive diapirism oder downbuidling) und wurde bereits in den 1930er Jahren von Barton als wesentlicher Entstehungsprozess für die Salzstrukturen im nördlichen Golf von Mexiko postuliert.

### Auflastunterschiede
Als weiterer externer Einfluss zählen sedimentäre Auflastunterschiede (engl. differential loading). Werden über einer Salzgesteinsschicht Sedimente ungleichmäßig abgelagert, fließt das Salzgestein von Bereichen mit hoher Sedimentauflast zu Bereichen mit niedriger Sedimentauflast. Die Umverteilung wirkt selbstverstärkend, da in Bereichen, aus denen das Salz abwandert, zusätzliche Sedimente akkumuliert werden können. Sedimentäre Auflastunterschiede entstehen z. B. durch progradierende Deltas, aber auch durch vertikale Versätze der Basis des Salzlagers.

### Floßtektonik
In Sedimentbecken mit geneigtem Basement, z. B. passiven Kontinenträndern oder Vorlandbecken, gleiten Deckgebirgssedimente oberhalb der weichen Salzgesteinsschicht hangabwärts. Dieser Vorgang wird sinnbildlich als Floßtektonik (engl. raft tectonics) bezeichnet und kann über Distanzen von mehreren 100 km ablaufen. Typischerweise entstehen dabei im oberen Bereich des Hanges Dehnungsstrukturen im Deckgebirge also Gräben und Halbgräben, begleitet von reaktiven Diapiren oder sogenannten Roll-overs. Letztgenannte sind Strukturen, die durch synkinematische Sedimentation auf dem Hangendblock einer Abschiebungen entstehen, während gleichzeitig das Deckgebirge auf einem Abscherhorizont (Decollment) aus Salzgestein hangabwärts gleitet. Im unteren Bereich des Hanges wird die Deckgebirgsschicht zusammengepresst. Dadurch entstehen dort Überschiebungen, begleitet von Salzantiklinalen und Salzdecken. Floßtektonik tritt vor allem an passiven Kontinenträndern auf, da dort eine ausreichende Neigung der Salzbasis vorhanden ist, z. B. im Unterer-Kongo-Becken und Kwanza-Becken vor der Küste Angolas, im Golf von Mexiko, im Nova-Scotia-Becken oder im Nildelta.